# Tagetes tenuifolia
Tagetes tenuifolia és una herba anual rústica i aromàtica originària d'Amèrica Central i del Sud (des de Mèxic a Guatemala) pot arribar als 80 cm d'altura i 70 cm d'amplària. Les branques són primes amb fulles verdes clares molt dividides. És una planta entomòfila, és a dir, se serveix d'insectes per a pol·linitzar les seues flors hermafrodites de color roig i or de 5 pètals. Floreix de juny a octubre.

## Cultiu
En general totes les espècies de clavell de moro són plantes de fàcil cultiu i poques exigències. Es comença pel sembrat de les llavors al març, en almàixera, en test o directament en el sòl, sempre que siga un lloc protegit i amb bona il·luminació directa.
Per a un bon desenvolupament i floració requereixen sol directe, per la qual cosa no són indicats per a interiors. Amb un lleuger abonat cada deu dies en el període de major desenvolupament i floració n'hi ha prou. Però si el substrat és molt fèrtil creixen massa, són més sensibles a la podridura i produeixen menys flors. El reg ha de ser regular, i no copiós, és prou amb mantenir el sòl relativament humit. Així creixeran de manera contínua des de la primavera fins als freds tardorencs. En alguns punts del sud de la Península, s'allarga durant part de l'hivern si aquest és temperat. Atès que la planta presenta un llarg període de floració, és convenient eliminar de tant en tant les tiges marcides a fi d'afavorir el creixement i la nova floració.

### Plagues i malalties
Són molt resistents a les malalties, encara que les flors es poden marcir, cobrint-se de floridura grisa (Botrytis cinerea). Aquest fong ataca a la tardor, quan les plantes han acabat el seu cicle vital. Tractant-se de plantes anuals, que s'obtenen per llavors, no val la pena aplicar fungicides. Puntualment pot ser atacada per àcars, caragols i llimacs.

## Varietats
Existeixen en el mercat diverses varietats híbrides. Els més interessants i decoratius són:
- Galore: que presenta flors molt grans, de color groc daurat, que presenten flors molt grans.
- Safari tangerina: de fulles aromàtiques i belles flors de color taronja fosc.
- Spanish brocado: de flors dobles, de color entre roig i daurat.
- Golden Gem: de 20 cm d'altura (nana), amb botons florals taronges.
- Lemon Gem: de 20 cm d'altura (nana), amb flors de color groc llima.

## Usos
Les flors d'alguns cultivars tenen un agradable sabor a cítric i es poden utilitzar amb moderació com a condiment en amanides, entrepans, vins, etc. o com a guarnició.
Les secrecions radiculars d'aquestes plantes tenen un efecte nematicida i, fins a cert punt, contra les llimacs, també tenen efectes contra algunes plantes adventícies persistents com l'agram prim. La planta també té un efecte sobre els escarabats dels espàrrecs (Crioceris asparagi) i els corc dels fesols (Acanthoscelides obtectus). Aquestes secrecions es produeixen uns 3-4 mesos després de la sembra. Per aquesta raó és molt bona planta companya als horts.
De les flors s'obté un colorant groc.